# Anoksične vode
Anoksične vode su područja morske vode, slatke vode ili podzemne vode koja su osiromašena otopljenim kisikom. Američko geološko istraživanje definira anoksične podzemne vode kao one s koncentracijom otopljenog kisika manjom od 0,5 miligrama po litri. Ovo se stanje obično nalazi u područjima koja imaju ograničenu razmjenu vode.
U većini slučajeva sprječava se da kisik dosegne dublje razine fizičkom barijerom kao i izraženom raslojavanjem gustoće, u kojoj se, na primjer, teže hiperslane vode nalaze na dnu tekućeg tijela. Anoksični će se uvjeti dogoditi ako je brzina oksidacije organske tvari bakterijama veća od opskrbe otopljenim kisikom.
Anoksične vode su prirodni fenomen, i javljale su se tijekom geološke povijesti. U stvari, neki pretpostavljaju da je događaj permskog izumiranja, masovno izumiranje vrsta iz svjetskih oceana, rezultat široko rasprostranjenih anoksičnih uvjeta. Trenutno anoksični bazeni postoje, na primjer, u Baltičkom moru i drugdje (vidi dolje). U posljednje vrijeme postoje neki pokazatelji da je eutrofikacija povećala opseg anoksičnih zona na područjima, uključujući Baltičko more, Meksički zaljev i kanal Hood u državi Washington.

## Biološka prilagodba
Organizmi su prilagodili razne mehanizme za život u anoksičnom sedimentu. Iako su neki sposobni pumpati kisik iz više razine vode dolje u sediment, druge prilagodbe uključuju specifične hemoglobine za okruženja s niskim kisikom, sporo kretanje radi smanjenja brzine metabolizma i simbiotske veze s anaerobnim bakterijama. U svim slučajevima, prevalencija otrovnog H2S rezultira niskim razinama biološke aktivnosti i nižom razinom raznolikosti vrsta, ako taj prostor nije anoksičan.

## Anoksični bazeni
- bazen Bannock, istočno Sredozemno more;
- Crnomorski bazen, izvan istočne Europe, ispod 50 metara (150 stopa);
- Kaspijski bazen, ispod 100 metara (300 stopa);
- Bazen Cariaco, sjeverno od središnje Venezuele;
- Gotlandski bazen, na Baltiku kod Švedske;
- bazen L'Atalante, istočno Sredozemno more
- fjord Mariager, pokraj Danske;
- bazen Orka, sjeveroistočni Meksički zaljev;
- uvala Saanich, kod otoka Vancouver, Kanada